# Dan White (politico)
Daniel James White (Long Beach, 2 settembre 1946 – San Francisco, 21 ottobre 1985) è stato un politico e criminale statunitense, noto principalmente come autore del duplice omicidio di Harvey Milk e George Moscone.

## Biografia

### Origini e formazione
Nacque a Long Beach in una famiglia numerosa della classe operaia irlandese americana di estrazione cattolica. Frequentò le superiori al Riordan High School ma fu espulso a 17 anni per violenze. Nel 1965 si arruolò come militare e partecipò alla guerra del Vietnam fino al suo congedo nel 1972. Si trasferì poi per pochi mesi ad Anchorage, dove lavorò come guardia privata presso una scuola.

### Il ritorno a San Francisco
Nel 1973 ritornò a San Francisco dove lavorò come poliziotto fino al 1975, anno delle dimissioni, nel 1976 sposò Mary Ann Burns; lavorò inoltre come pompiere dal 1975 al 1977, quando venne eletto tra i democratici come consigliere municipale di San Francisco.

### L'assassinio di Milk e Moscone
White divenne noto per aver assassinato Harvey Milk e George Moscone il 27 novembre 1978 all'interno del Municipio. Aveva rassegnato le dimissioni pochi giorni prima, a seguito dell'entrata in vigore di una proposta di legge sui diritti dei gay, cui si era opposto.
White sperava di essere riconfermato dal sindaco Moscone, che inizialmente aveva considerato l'idea. Le pressioni della componente più liberale della città, tra cui soprattutto Milk, spinsero Moscone a non riconfermare White. White entrò in municipio attraverso una finestra aperta del seminterrato, per evitare di venire scoperto con un revolver Smith and Wasson e con i 10 proiettili che aveva in tasca. Dopo essersi fatto strada fino all'ufficio del sindaco, cercò di convincerlo a riconfermarlo. Non essendoci riuscito gli sparò ripetutamente, uccidendolo.
Successivamente White ricaricò l'arma e si aprì la strada fino alla parte opposta dell'edificio, dove con la scusa di parlargli, invitò Milk nel suo studio e gli sparò tre colpi di pistola, uno alla mano destra e due al petto. Milk cadde a terra e White lo finì con due colpi a bruciapelo alla testa, come confermò il medico che eseguì l'autopsia.

### La condanna, la detenzione ed il suicidio
White, che negò la premeditazione, rischiò la pena di morte ma fu condannato nel 1979 a sette anni e otto mesi di prigione, poiché i suoi avvocati riuscirono a dimostrarne la depressione. La sentenza scatenò scontri tra la comunità LGBT e la polizia. Scarcerato nel gennaio 1984, per qualche mese visse a Los Angeles, poi ritornò a San Francisco dove si suicidò con i gas di scarico della macchina il 21 ottobre 1985.

## Influenza nella cultura di massa
Dan White è interpretato nel film Milk del 2008 dall'attore Josh Brolin.